# عين سفني
عين سفني (تُعرف أيضًا باسم شيخان بالكردية)، مدينة عراقية ومركز قضاء في محافظة نينوى وإدراياً تتبع لمحافظة دهوك اقليم كردستان، تقع على بعد 60 كيلومترا شمال مدينة الموصل.
في البلدة كنيسة كلدانية كاثوليكية لمار يوسف وكنيسة مار كوركيس (كنيسة المشرق القديمة). كما توجد سبعة آثار دينية إيزيدية بما في ذلك ضريح الشيخ علي شمس والشيخ حنتوش، وضريح الشيخ عدي.

## التسمية
ذكرت المدينة في المصادر الإسلامية بتهجئة عين سفنة، وذكر الذهبيُّ أحدَ المنسوبين إليها، اسمُه مجد الدين عمر بن أحمد العنسفي، قال الذهبي إنه نسبة إلى قرية عين سفنة بنواحي الموصل، وقال يوسف جرجيس جبو في كتابه (كورة نينوى وأعمالها في العصور الإسلامية) إن معنى الاسم بالرسيانية هو عين الأخشاب والأوتاد، يعتقد أن الاسم العربي مشتق من (عين سفني) في إشارة إلى التقليد اليزيدي بأن المدينة كانت موقع بناء سفينة نوح. اشتق الاسم الكردي للمدينة (شيخان) من صيغة الجمع لكلمة «شيخ» (الرجل المقدس)، وبالتالي يُترجم الاسم إلى (أرض رجال الدين)، [إخفاق التحقق]

## المناخ
يظهر الجدول التالي التغييرات المناخية على مدار السنة لعين سفني:
| البيانات المناخية لـعين سفني                         | البيانات المناخية لـعين سفني | البيانات المناخية لـعين سفني | البيانات المناخية لـعين سفني | البيانات المناخية لـعين سفني | البيانات المناخية لـعين سفني | البيانات المناخية لـعين سفني | البيانات المناخية لـعين سفني | البيانات المناخية لـعين سفني | البيانات المناخية لـعين سفني | البيانات المناخية لـعين سفني | البيانات المناخية لـعين سفني | البيانات المناخية لـعين سفني | البيانات المناخية لـعين سفني |
| الشهر                                                | يناير                        | فبراير                       | مارس                         | أبريل                        | مايو                         | يونيو                        | يوليو                        | أغسطس                        | سبتمبر                       | أكتوبر                       | نوفمبر                       | ديسمبر                       | المعدل السنوي                |
| ---------------------------------------------------- | ---------------------------- | ---------------------------- | ---------------------------- | ---------------------------- | ---------------------------- | ---------------------------- | ---------------------------- | ---------------------------- | ---------------------------- | ---------------------------- | ---------------------------- | ---------------------------- | ---------------------------- |
| متوسط درجة الحرارة الكبرى °م (°ف)                    | 10.8 (51.4)                  | 12.7 (54.9)                  | 16.6 (61.9)                  | 22.3 (72.1)                  | 29.8 (85.6)                  | 36.7 (98.1)                  | 40.9 (105.6)                 | 40.7 (105.3)                 | 36.4 (97.5)                  | 28.7 (83.7)                  | 19.8 (67.6)                  | 12.7 (54.9)                  | 25.7 (78.2)                  |
| المتوسط اليومي °م (°ف)                               | 5.9 (42.6)                   | 7.5 (45.5)                   | 10.9 (51.6)                  | 15.9 (60.6)                  | 22.3 (72.1)                  | 28.0 (82.4)                  | 32.1 (89.8)                  | 31.6 (88.9)                  | 27.2 (81.0)                  | 20.5 (68.9)                  | 13.6 (56.5)                  | 7.7 (45.9)                   | 18.6 (65.5)                  |
| متوسط درجة الحرارة الصغرى °م (°ف)                    | 1.0 (33.8)                   | 2.3 (36.1)                   | 5.3 (41.5)                   | 9.6 (49.3)                   | 14.9 (58.8)                  | 19.4 (66.9)                  | 22.3 (72.1)                  | 22.5 (72.5)                  | 18.0 (64.4)                  | 12.4 (54.3)                  | 7.5 (45.5)                   | 2.7 (36.9)                   | 11.5 (52.7)                  |
| الهطول مم (إنش)                                      | 126 (5.0)                    | 149 (5.9)                    | 138 (5.4)                    | 97 (3.8)                     | 35 (1.4)                     | 0 (0)                        | 0 (0)                        | 0 (0)                        | 1 (0.0)                      | 18 (0.7)                     | 74 (2.9)                     | 110 (4.3)                    | 748 (29.4)                   |
| المصدر: https://en.climate-data.org/location/934732/ |                              |                              |                              |                              |                              |                              |                              |                              |                              |                              |                              |                              |                              |